# Jayson Molumby
Jayson Patrick Molumby (* 6. August 1999 in Cappoquin) ist ein irischer Fußballspieler, der beim Zweitligisten West Bromwich Albion unter Vertrag steht. Der Mittelfeldspieler ist seit September 2020 irischer A-Nationalspieler.

## Karriere

### Verein
Der in Cappoquin, Waterford geborene Jayson Molumby begann seine fußballerische Ausbildung bei Railway Athletic und verbrachte kurze Zeit beim Villa FC, bevor er im Jahr 2014 wieder zu Railway Athletic zurückkehrte. Im Juli 2015 schloss er sich der Jugendmannschaft von Brighton & Hove Albion an. In der Saison 2015/16 spielte er erstmals in der Premier League 2 für die U23-Mannschaft und absolvierte mit 16 Jahren bereits 13 Einsätze in dieser Spielzeit. In der nächsten Saison 2016/17 war er bereits unumstrittener Stammspieler in der Reserve und bestritt 22 Pflichtspiele für diese.
Am 22. August 2017 debütierte der Mittelfeldspieler beim 1:0-Ligapokalsieg gegen den unterklassigen Verein FC Barnet für die erste Mannschaft der Seagulls und stand über die gesamte Spieldistanz auf dem Platz. In dieser Saison 2017/18 absolvierte er ein weiteres Pokalspiel, kam für die U23 aber nur in drei Ligaspielen zum Einsatz. In der folgenden Spielzeit 2018/19 schaffte er nicht den Sprung in die Herrenmannschaft und bestritt parallel dazu nur sechs Ligaspiele in der U23.
Am 23. Juli 2019 wechselte Jayson Molumby auf Leihbasis für die gesamte Saison 2019/20 zum Zweitligisten FC Millwall. Sein Debüt bestritt er am 13. August 2019 beim 2:1-Ligapokalsieg gegen West Bromwich Albion. Sein Ligadebüt für den Londoner Verein gab er acht Tage später (4. Spieltag) bei der 0:4-Auswärtsniederlage gegen den FC Fulham, als er in der 75. Spielminute für Ben Thompson eingewechselt wurde. Bei den Lions etablierte er sich rasch als Stammspieler und diesen Status behielt er bis zur Zwangspause aufgrund der COVID-19-Pandemie bei. Im März 2020 unterzeichnete er einen neuen 3-1/2-Jahres-Vertrag bei Brighton & Hove Albion. Am 18. Juli 2020 (45. Spieltag) erzielte er bei der 3:4-Auswärtsniederlage gegen die Queens Park Rangers sein erstes Tor für Millwall. In dieser Spielzeit absolvierte er 36 Ligaspiele, in denen ihm ein Tor und eine Vorlage gelangen.
Bei Brighton verpasste er nach seiner Rückkehr den Durchbruch völlig und bis zum Jahreswechsel stand er nur bei einem Kurzeinsatz in der Premier League und zwei Ligapokaleinsätzen, bei denen er in beiden startete. Am 5. Januar 2021 wurde er deshalb bis zum Saisonende 2020/21 wieder in die Championship ausgeliehen, diesmal zu Preston North End. Für die Lilywhites bestritt er 15 Ligaspiele, bevor er im Sommer 2021 wieder nach Brighton zurückkehrte.
Nachdem er in der vorherigen Saison bereits auf Leihbasis für den Verein gespielt hatte, verpflichtete West Bromwich Albion den 22-Jährigen Anfang Mai 2022 mit einer dreijährigen Vertragslaufzeit.

### Nationalmannschaft
Jayson Molumby spielte in der U15 und der U16 Irlands, wo er im Jahr 2015 die Auszeichnung zum besten U16-Spieler des Jahres erhielt. Zwischen September 2015 und April 2016 bestritt er acht Länderspiele für die U17, in denen er drei Mal traf und war in diesen der etatmäßige Kapitän der Auswahl. Anschließend lief er von September 2016 bis Oktober 2017 14 Mal für die U19 auf, in denen er vier Tore erzielte, darunter einen Hattrick in einem Spiel gegen Zypern.
Seit März 2019 ist Molumby irischer U21-Nationalspieler. Anfang September 2020 absolvierte er gegen Finnland sein erstes A-Länderspiel für Irland.